# مسمومیت‌های زنجیره‌ای در مدارس دخترانه ایران
مسمومیت‌های زنجیره‌ای در مدارس دخترانه ایران دسته‌ای از رخدادهای عمدی و دنباله‌دار بود که در طی آن، دانش‌آموزان تعداد زیادی از مدارس ایران به شیوه‌ای مشکوک مسموم شدند. این رخداد از ۹ آذر ۱۴۰۱ تا فروردین ۱۴۰۲ ادامه داشت و از یک دبیرستان دخترانه در قم آغاز شد؛ پس از آن، صدها دانش‌آموز در ۶۰ مدرسه قم - که بیشتر، مدارس متوسطه اول و دوم دخترانه بودند - مسموم شدند؛ این رخدادها منحصر به قم نبوده و دامنه آن به شهرهای دیگری در سراسر ایران، همچون: بروجرد، ساری، اردبیل، تهران، فردیس، خوزستان، کرمانشاه، نیشابور و مشهد نیز کشیده شد. بیشتر این دانش‌آموزان، دختر بودند و در موارد انگشت‌شماری مسمومیت در مدارس پسرانه نیز گزارش شده است. درگذشت یک دختر قمی به این حملات، منتسب شده است.
به گزارش محمدحسن آصفری، عضو کمیته حقیقت‌یاب مجلس شورای اسلامی، تا ۱۵ اسفند بیش از پنج هزار دانش‌آموز در ۲۵ استان و حدود ۲۳۰ مدرسه درگیر این حادثه شده‌اند. پژوهش‌ها دربارهٔ نوع مسمومیت‌ها بی‌نتیجه بوده است. کمیته علمی وزارت بهداشت به‌کارگیری یک «ماده محرک تحریک‌کنندهٔ عمدتاً استنشاقی» را در این مسمومیت‌ها تأیید کرده است. عامل این رخدادها مشخص نیست؛ اما گمانه‌زنی‌هایی دربارهٔ نقش خود حکومت جمهوری اسلامی، گروه‌های افراطی شیعه، فرقه‌های دینی مرتجع، طالبانی و هزاره‌گرایانه (معتقدان به نزدیکی ظهور مهدی) انجام شده است که به شکل‌های گوناگونی مخالف درس خواندن دختران هستند.
در اعتراض به این حمله‌ها، در شهرهایی همچون: تهران، اصفهان، تبریز، کرمانشاه و اردبیل… تجمعات اعتراضی برگزار شده و شعارهایی چون: «مرگ بر حکومت بچه‌کُش» سر داده شد. نیروهای حکومتی در تهران و کرمانشاه به معترضان حمله نموده و گروهی را بازداشت کردند. سید علی خامنه‌ای، رهبر جمهوری اسلامی، در ۱۵ اسفند، خواستار «اشد» مجازات عاملان این مسمومیت‌ها شد؛ روز بعد، وزارت کشور اعلام کرد که عده‌ای دستگیر و برخی دیگر «ارشاد» شدند.

## روند رخدادها

### آذر ۱۴۰۱
- ۹ آذر: برای نخستین بار در هنرستان دخترانه نور، واقع در محله یزدانشهر قم، گزارشی مبنی بر مسمومیت ۱۸ دختر دانش‌آموز منتشر شد. این دانش‌آموزان علائمی نظیر نفس‌تنگی و بی‌حسی در عضلات دست و پا را احساس کرده بودند.[۲۲]
- ۲۲ آذر: بار دیگر در همین مدرسه همین اتفاق رخ داد و این بار ۵۱ دانش‌آموز دختر راهی بیمارستان شدند. روابط عمومی آموزش و پرورش قم در اطلاعیه‌ای اعلام کرد کارشناسان در حال بررسی علت مسمومیت هستند.[۲۳]

### دی ۱۴۰۱
- ۲۴ دی: در گزارش‌های دیگر حاکی از مراجعه دختران دانش‌آموز با علائم مسمومیت به مراکز درمانی منتشر شد اما آموزش و پرورش علت را اتفاقات «خارج از مدرسه» دانست.[۲۴]

### بهمن ۱۴۰۱
- ۱۶ بهمن: مجید محبی، معاون درمان دانشگاه علوم پزشکی قم از اعزام کارشناسانی از سازمان پدافند غیرعامل به قم و انجام آزمایش‌هایی خبر داد.[۲۵]
- ۱۷ بهمن: پس از بروز نشانه‌های مسمومیت به‌طور هم‌زمان در ۸ مدرسه قم، مجید محبی اعلام کرد که در بعضی از مدرسه‌ها وجود گاز مونوکسید کربن تأیید شده و جستجو برای علت مسمومیت در سایر مدرسه‌ها ادامه دارد.[۲۶] اداره کل آموزش و پرورش استان قم نیز «با توجه به نظر کارشناسان» و «درخواست تعدادی از اولیا» کلیه مدارس استان را سه‌شنبه و چهارشنبه، ۱۸ و ۱۹ بهمن ماه غیرحضوری کرد.[۲۵][۲۷]
- ۱۸ بهمن: احمد امیرآبادی فراهانی، نماینده قم در مجلس شورای اسلامی، با اشاره به این که این حادثه تاکنون ۷ بار تکرار شده، خواستار فرستادن هیئت ویژه‌ای به قم شد. او به نقل از وزیر آموزش پرورش گفت شائبه گاز آمونیاک وجود دارد و برخی نیز دلیل مسمومیت‌ها را وجود کربن دی‌اکسید در سیستم گرمایشی مدارس دانسته‌اند اما هیچ‌کدام قطعی نیست.[۲۸]
- ۲۴ بهمن: تصویر نامه عجیبی از مهدی مصری، رئیس دانشگاه علوم پزشکی قم خطاب به محسن اوروجی، مدیر مدیریت بحران استان قم منتشر شد که طی آن مصری خواسته بود که در صورت تکرار اتفاق، از هوای ناحیه مورد نظر و بازدم دانش‌آموزان مسموم در «کیسه‌های نایلون فریزری» نمونه‌برداری انجام شود.[۲۴]
- ۲۵ بهمن: رسانه‌ها از مراجعه دست‌کم ۱۱۷ دانش‌آموز قمی به بیمارستان خبر دادند.[۲۹] همزمان عده‌ای از خانواده‌های دانش‌آموزان مقابل فرمانداری قم تجمع کردند و خواهان شفافیت مسئولان و غیرحضوری کردن مدارس شدند.[۲۹][۳۰] اما وزیر آموزش و پرورش اعلام کرد علت ترس مردم و دانش‌آموزان شایعات است و مشکلی برای بازگشایی مدارس نیست.[۳۱] سخنگوی قوه قضاییه از ثبت سی شکایت در قم در خصوص مسمومیت در مدارس خبر داد.[۳۲]
- ۲۶ بهمن: بهرام عین‌اللهی، وزیر بهداشت، مسمومیت‌ها را خفیف توصیف کرد و اعلام کرد منشأ مسمومیت میکروبی یا ویروسی نیست و جای نگرانی وجود ندارد.[۳۳] وزیر آموزش و پرورش نیز اعلام کرد مسمومیت‌ها تاکنون تلفاتی نداشته و آنچه باعث نگرانی شده است «شایعات موج‌های رسانه‌ای خارج از کشور» است.[۳۰] در همین روز سخنگوی وزارت بهداشت اعلام کرد کمیته ویژه‌ای برای «بررسی مستمر علت و وضعیت مسمومیت» دانش‌آموزان قم تشکیل می‌شود.[۳۴] از سوی دیگر، عباس ذاکریان، فرماندار قم، از ورود دستگاه‌های اطلاعاتی و امنیتی و سپاه برای بررسی پرونده مسمومیت‌ها خبر داد.[۲۹] رادیو فردا، به نقل از یک منبع مطلع، نوشت نیروهای سپاه در بیمارستان ولی‌عصر قم که بیشتر بیماران به آنجا منتقل می‌شوند حضور پررنگ دارند و ایجاد وحشت می‌کنند و نتیجه آزمایش خون بچه‌ها را از پرسنل بیمارستان می‌گیرند و با خود می‌برند.[۳]

### اسفند ۱۴۰۱
- ۱ اسفند: محمدجعفر منتظری، دادستان کل کشور طی نامه‌ای به دادستان عمومی و انقلاب قم اعلام کرد «مسمومیت دانش آموزان قم نشان از احتمال اقدامات مجرمانه عمدی دارد».[۳۵]
- ۲ اسفند: در مدرسه دخترانه احمدیه بروجرد مجموعاً حدود ۸۲ نفر با علائم مسمومیت روانه بیمارستان شدند. سخنگوی وزارت بهداشت اعلام کرد که در مجاورت مدرسه دستگاهی با سوخت دیزلی کار می‌کرده و دود آن باعث مسمومیت دانش‌آموزان شده و ارتباطی با حوادث قم ندارد. پیش‌تر آتش‌نشانی اعلام کرده بود متصاعد شدن گاز کربن دی‌اکسید از سالن ورزشی مجاور عامل مسمومیت بوده است.[۳۶]
- ۴ اسفند: دبیرستان دخترانه احمدیه بروجرد تعطیل شد. [منبع؟]
- ۶ اسفند: با بازگشایی مدرسه بار دیگر این حادثه تکرار شد و این بار ۴۴ دانش‌آموز بروجردی روانه بیمارستان شند. در همین روز ۴ دانش‌آموز قمی نیز مسموم شدند.[۳۷][۳۸]
- ۷ اسفند: یونس پناهی، معاون تحقیقات و فناوری وزیر بهداشت و از اعضای کمیته علمی تخصصی بررسی مسمومیت‌ها، در نشست خبری، ضمن تأیید عمدی بودن این حوادث، اعلام کرد مسمومیت دانش‌آموزان قمی ناشی از ترکیبات مواد شیمیایی جنگی نیست. او گفت طی تحقیقات کمیته به این نتیجه رسیده‌اند که مسمومیت‌ها عفونی نیست، منشأ ویروسی یا میکروبی ندارد، مسری نیست و عامل ایجاد آن مواد شیمیایی در دسترس است.[۳۹][۴۰] موج مسمومیت دختران دانش آموز به قزوین رسید و ۱۰۷ دانش‌آموز بروجردی را راهی بیمارستان کرد. شهروندان از قتل‌های زنجیره‌ای و اسیدپاشی‌ها یاد می‌کنند.[۴۱]محمدتقی فاضل میبدی، مدرس حوزه و دانشگاه گفت که عمل مسمومیت دانش آموزان در مدارس دخترانه از قم و اصفهان هدایت می‌شوند و جریان دست کسانی است که معتقدند که دختران نباید درس بخوانند.[۴۱] احمد امیرآبادی فراهانی، نماینده قم در مجلس شورای اسلامی، تاکنون دوبار در تذکر شفاهی، مسمومیت سریالی دانش‌آموزان دختر را «مشکوک و امنیتی» خواند و تأکید کرد مقام‌های حکومتی حتی به نمایندگان نیز پاسخی نداده‌اند.[۴۲]
- ۸ اسفند: خبر درگذشت و دفن دختری به نام فاطمه رضایی و احتمال ارتباط آن با مسمومیت‌ها منتشر شد[۴۱][۴۳] ولی این خبر به سرعت به دست خبرگزاری‌های دولتی تکذیب و مرگ فاطمه رضایی بی‌ارتباط به این مسمومیت‌ها دانسته شده است.[۴۴] نخستین گروهی که مسئولیت این مسمومیت‌های سریالی را برعهده گرفتند، گروهی به نام فداییان ولایت بودند.[۴۵] این گروه تهدید کرده است که اگر مدارس دخترانه تعطیل نشوند، مسمومیت دختران را به سراسر ایران گسترش خواهند داد.[۴۵] «نفیسه مرادی»، دانش‌پژوه دکتری علوم قرآن و حدیث دانشگاه الزهرا، گفت «تمرکز این وقایع بر روی دختران، عملی است شبیه به دیدگاه‌های طالبان افغانستان.»[۴۵] محمد تقی فاضل میبدی، استاد مدرسه دینی گفت: «من در شگفتم که چرا دولت و نهادهای امنیتی این جریان را دنبال و موضوع برای مردم شفاف نمی‌کنند.»[۴۶][۴۷] دو دانش‌آموز دختر مدرسه ۱۵ خرداد بروجرد گفتند که یک شیء شبیه یک بمب کوچک را دیده‌اند که از بیرون به به داخل حیاط مدرسه پرتاب شده و با استشمام ماده‌ای که از آن بیرون آمده، آن‌ها مسموم شده‌اند.[۴۸]
- ۹ اسفند: دبیرستان دخترانه خیام در فاز ۱۱ شهر پردیس تهران مورد حمله گسترده قرار گرفت و چند ویدیو از این حمله در شبکه‌های اجتماعی منتشر گردید.[۴۹] یک نماینده مجلس به نام فاطمه مقصودی به روزنامه هم‌میهن گفت: «سرنخ‌هایی پیدا شده که حاصل بررسی دوربین‌های مداربسته مدارس است. این سرنخ‌ها نشان‌می‌دهد که این حملات نه‌تنها طبیعی نیست بلکه عمدی صورت می‌گیرد.»[۵۰]
- ۱۰ اسفند: گسترده‌ترین روز حملات تا به کنون بوده است و تنها در یک روز به بیش از ۵۰ مدرسه حمله شد. موسی غضنفرآبادی رئیس کمیسیون حقوقی و قضائی مجلس از یک سری گمانه‌زنی‌ها و سرنخ‌ها خبر داد اما گفت که تا قطعی شدن موضوع نمی‌توان به آن پرداخت.[۵۱]
- ۱۱ اسفند: از ۹ آذر تا ۱۱ اسفند، بیش از ۱٫۰۰۰ دانش‌آموز و برخی از آموزگاران در ۵۷ مدرسه در شهرهای تهران، سمنان، قم، اردبیل، لرستان، مازندران، کرمانشاه، خراسان رضوی و چهار محال و بختیاری… مسموم شدند و همچنین مادر یکی از دانش‌آموزان - که اعتراض داشت - کتک خورد.[۵۲] وزارت خارجه آمریکا برای نخستین بار به مسمومیت گسترده دانش‌آموزان عمدتاً دختر در ایران واکنش نشان داد. سخنگوی وزارت خارجه آمریکا این حملات را مشمئزکننده خواند. وی گفت که این حملات «باید فوراً متوقف شوند» واز دولت ایران خواست هر چه زودتر عاملان این مسمومیت‌ها را شناسایی و مجازات کند.[۵۳] معاون فرماندار پردیس گفت یک راننده تانکر حامل نفت که در کنار مدرسه پارک کرده و در روزهای قبل از آن نیز در قم و بروجرد تردد داشته در این ارتباط بازداشت و تانکر به پارکینگ منتقل شده است.[۵۴] با گذشت بیش از سه ماه از وقوع مسمومیت‌های زنجیره‌ای دختران در مدارس ایران و اذعان برخی نمایندگان مجلس، فرمانداران، استانداری‌ها و چهره‌های مذهبی و سیاسی به عمدی بودن این مسمومیت‌ها، تا کنون هیچ گروه یا فردی در این رابطه دستگیر نشده است.[۵۵]
- ۱۲ اسفند: مولوی عبدالحمید مسمومیت‌ها را سرکوب اعتراضات خواند و تحصیل را برای همه جامعه دختران و پسران الزامی دانست.[۵۶]
- ۱۳ اسفند: حملات به ده‌ها مدرسه ادامه پیدا کرد[۵۷] و فرح پهلوی از نیروهای نظامی خواست که جلوی حملات را بگیرند.[۵۸] سرتیپ پاسدار احمد وحیدی، وزیر کشور ایران گفته که نمونه‌های مشکوکی در تحقیقات یافته شده که در آزمایشگاه‌های معتبر در دست بررسی است.[۵۹] در این روز و برای اولین بار مسمومیت‌هایی نیز در خوزستان رخ داد.[۶۰] خانواده‌های نگران در تهران مقابل ساختمان‌های آموزش و پرورش با سر دادن شعارهای «بسیجی، سپاهی، داعش ما شمایی» دست به تجمع اعتراضی زدند.[۶۱] گروهی از مردم تهران با تجمع مقابل ساختمان آموزش و پرورش منطقه ۵ تهران با سردادن شعار «دشمن ما همین‌جاست دروغ میگن آمریکاست» نسبت به مسمومیت سریالی دانش‌آموزان دختر تجمع اعتراضی برپا کردند.[۶۲]
- ۱۴ اسفند: روند روی دادن مسمومیت‌ها در این روز نیز ادامه یافت و دانش‌آموزان برای اولین بار در نیشابور نیز مسموم شدند.[۶۳][۶۴] علی پورطباطبایی، خبرنگار و از گردانندگان پایگاه خبری قم‌نیوز که پیگیر اخبار مسمومیت دانش‌آموزان بود امروز توسط یک نهاد امنیتی نامشخص بازداشت شد.[۶۵] روزنامه کیهان نوشت که افرادی چون عباس عبدی، عباس آخوندی، صادق زیباکلام گفت که این افراد «بدون کمترین سند و مدرک و دلیل، نیروهای مذهبی و نظام را متهم» کرده‌اند و خواستار برخورد با افرادی شد که «دربارهٔ مسمومیت‌ها نوشته‌اند»[۶۶]
- ۱۵ اسفند: کمیته علمی وزارت بهداشت تأیید کرد که «بخشی از دانش‌آموزان با یک ماده محرک تحریک‌کننده که عمدتاً استنشاقی است، مواجهه پیدا کردند.»[۹] با گذشت قریب به سه ماه از شروع مسمومیت زنجیره‌ای در مدارس دخترانه ایران و درخواست والدین دانش آموزان برای کشف واقعیت این موضوع، تا کنون نه تنها دلیل این موضوع مشخص نشده بلکه یک خبرنگار که مسمومیت دختران در قم را دنبال می‌کرد بازداشت گردید.[۶۷] شهریار حیدری، عضو کمیسیون امنیت مجلس، مسمومیت دانش‌آموزان با گاز سمی را «یک حرکت سازمان‌یافته» نامید و خواستار ورود شورای امنیت کشور به این موضوع گردید.[۶۷]
- ۱۶ اسفند: برگزاری اعتراضاتی سراسری در ایران و در پی آن، سرکوب معترضان توسط نیروهای حکومتی با گاز اشک‌آور و گلوله‌های ساچمه‌ای.[۶۸]

### فروردین ۱۴۰۲
- ۱۴ فروردین: رئیس آموزش و پرورش نقده مختار نعمتی از مسمومیت تعدادی از دانش آموزان دختر در دبیرستان محمدیار نقده خبر داد و گفت: «امروز تعدادی از دانش آموزان دختر بر اثر بوی نامطبوعی که در مدرسه ایجاد شده، دچار مسمومیت شده‌اند.»[۶۹] مسمومیت‌های سریالی دانش‌آموزان غالباً دختر در مدرسه‌های ایران از روزهای اول آذر ۱۴۰۱ در قم آغاز گردید و به سراسر کشور تسری یافت و مسئولان تأیید کردند که این حملات «عمدی» است.[۶۹]
- ۱۵ فروردین: در ادامه مسمومیت زنجیره‌ای دانش‌آموزان دختر و حمله به مدارس، رئیس اورژانس استان آذربایجان شرقی می‌گوید که ۲۰ دانش‌آموز دختر تبریزی با علایم تنفسی و تنگی نفس به بیمارستان منتقل شدند.[۷۰][۷۱] وی افزود: «از آنجا که ۲۰ نفر از دانش‌آموزان دختر ۱۵ ساله دچار علائم بودند، با آمبولانس به بیمارستان سینا انتقال یافتند.»[۷۰] در دولت‌آباد اصفهان هشت دانش آموز دختر با داشتن علائم مسمومیت راهی بیمارستان شدند.[۷۲]
- ۱۶ فروردین: شروع مسمومیت دانش آموزان دختر در قم. رسانه‌ها از بدحال شدن ۷ دانش آموز دختر با علائم شبیه سردرد و سرگیجه در مدرسه دخترانه سلامت قم، خیابان ۱۹ دی قم خبر دادند.[۷۳]
- ۲۰ فروردین: به دنبال مسمومیت سریالی دانش آموزان در مدارس ایران، بیش از صد دانش‌آموز دختر در شش مدرسه در سقز با علائم مسمومیت به بیمارستان منتقل شدند.[۷۴][۷۵] تعدادی از والدین دانش آموزان سقزی در پی اعتراض به مسمومیت فرزندشان، توسط نیروهای امنیتی دستگیر شدند.[۷۵] نیروهای یگان ویژه در سطح خیابان‌های این شهر مستقر شده و مردم نیز شعارهای ضد حکومتی مانند «مرگ بر خامنه‌ای» سر دادند.[۷۶]
- ۲۱ فروردین: بر اساس گزارش‌های انتشار یافته تعدادی از دختران دانش‌آموز در شهرهای خوی و اورمیه و گناوه به دلیل علائم مسمومیت به مراکز درمانی منتقل شدند. همچنین تصاویری نیز از حضور آمبولانس در مقابل مدرسه صدرا در گوهردشت کرج و همچنین مدرسه دخترانه فرزانگان در شهرک پردیس سنندج منتشر شده است.[۷۷][۷۸]
- ۲۲ فروردین: شماری از دانش آموزان دختر در مدارس مربوط به شهرهای کرمانشاه، کامیاران و اصفهان دچار مسمومیت شدند.[۷۹] بنا بر گزارش شورای هماهنگی تشکل‌های صنفی فرهنگیان ایران، ۶۰ دانش آموز دختر در کرمانشاه و همچنین ۱۲ دانش آموز دختر در کامیاران مسموم شدند.[۷۹]
- ۲۴ فروردین: سه دختر به نام‌های عرفانه هنر، ستایش داروغه و ستایش امیری در ارتباط با مسمومیت سریالی دانش آموزان در شیراز دستگیر شدند.[۸۰] هویت این سه نفر ستایش داروغه ۱۶ ساله دانش آموز، ستایش امیری ۱۷ ساله دانش آموز و عرفانه هنر ۱۹ ساله می‌باشد.[۸۰] نهادهای امنیتی-قضایی در ماه‌های اخیر تلاش زیادی کردند تا مسئولیت «مسمویت در مدارس» را بر عهده منتقدان و بعضاً خود دانش آموزان بیندازند.[۸۰]
- ۲۷ فروردین: حملات شیمیایی با گازهای ناشناخته دست‌کم در مدارس مربوط به استان‌های تهران، البرز، مازندران، آذربایجان غربی و اردبیل ادامه یافت و ده‌ها دانش‌آموز به بیمارستان انتقال یافتند.[۸۱] بر اساس گزارش شهروندان، مدرسه دخترانه «سلیمانی» در خیابان قلم شاهین ویلا در کرج، مدارس دخترانه «طلوع» و «ستایش» در منطقه «خلیج فارس» در جنوب تهران، مدارس «معراج» در اردبیل، «طراوت» در ارومیه، «عترت» در شهرک «امام حسین» اسلامشهر، و «امانت» در بابلسر نیز با حملات مشابهی روبرو شدند.[۸۱][۸۲]
- ۲۸ فروردین: شمار بسیاری از دختران دانش‌آموزان در شهرهای تبریز، بوکان، سنندج، سقز، دیواندره، ارومیه، گیلانغرب، دزفول و ماهدشت کرج مسموم شدند.[۸۳][۸۴][۸۵]
- ۲۹ فروردین: حمله شیمیایی با گازهای سمی به دست‌کم ۲۶ مدرسه در کل کشور ادامه داشت که بیشترین موارد آن در استان‌های کرمانشاه و تهران بود. تعدادی از این مدارس نیز برای چندمین بار در ماه‌های اخیر هدف این حملات قرار گرفتند.[۸۶]

### اردیبهشت ۱۴۰۲
- ۴ اردیبهشت: دست‌کم در ۳ استان کردستان، همدان و البرز مدارس دخترانه هدف حمله شیمیایی قرار گرفته و شماری از دانش‌آموزان و معلمان به مراکز درمانی انتقال یافتند.[۸۷][۸۸][۸۹]
- ۱۱ اردیبهشت: بر اساس اخبار منتشر شده در شبکه‌های اجتماعی تعدادی از دانش‌آموزان مدارس دخترانه بنت‌الهدی و معراج در شهر سقز در استان کردستان در روز دوشنبه ۱۱ اردیبهشت مسموم شدند و به مراکز درمانی انتقال یافتند.[۹۰] همچنین در همین روز شماری از دانش‌آموزان دبیرستان دخترانه مجتبی جعفری در شهر کرمانشاه دچار همین مسمومیت‌ها شده‌اند.[۹۰] در تهران نیز دبیرستان دخترانه عفاف در منطقه ۲ تهران هدف این مسموم‌سازی‌ها قرار گرفت.[۹۰] علی‌رغم اظهار نظر علنی علی خامنه‌ای، علیه این مسمومیت‌ها… اما هنوز کسی در این زمینه محاکمه نشده است.[۹۰] اما با وجود گذشت ماه‌ها از این موضوع، اظهارات و ادعاهای ضدونقیضی از سوی مقام‌ها و نهادهای جمهوری اسلامی در این خصوص منتشر شده است.[۹۰]

### مهر ۱۴۰۲
- ۱۵ مهر: گزارش‌هایی حاکی از مسمومیت دانش‌آموزان مدرسه دخترانه عاشورا در شهر قدس واقع در غرب استان تهران منتشر شد.[۹۱]

### آبان ۱۴۰۲
- ۸ آبان: شصت و هفت دانش‌آموز هنرستان دخترانه کوثر شهر زنجان به دلیل «مسمومیت یا اضطراب ناشی از آن» در بیمارستان بستری شدند.[۹۲]
- ۱۳ آبان: ده‌ها تن از دانش‌آموزان مدرسه کوثر اهواز با علائم مسمومیت به بیمارستان منتقل شدند.[۹۳][۹۴]

## واکنش‌ها
- سازمان عفو بین‌الملل با انتشار یک بیانیه عامل مسمومیت‌های سریالی در مدارس دخترانه ایران را «حملات با گاز شیمیایی» اعلام کرد.[۹۵][۹۶] عفو بین‌الملل می‌گوید: «این حملات تاکنون بیش از یک‌صد مدرسه را هدف گرفته و دختران دانش‌آموز با علائمی مانند سرفه، سوزش گلو و بینی، تنگی نفس، تپش قلب، سردرد، حال تهوع، و استفراغ مواجه شده‌اند… مقام‌های جمهوری اسلامی تلاش می‌کنند که با ارعاب خانواده‌ها، معلمان و روزنامه‌نگاران اعتراض‌های به این موضوع را خاموش کنند.»[۹۵][۹۶] همچنین در این بیانیه آمده است: «بسیاری از مردم ایران به دست داشتن عاملان وابسته به حکومت یا نیروهای حامی آنان در این حملات مشکوک می‌باشند، به خصوص با توجه به قصور مقامات در اتخاذ اقدامات معنادار و همچنین تلاش آنها برای خاموش کردن انتقادات و اعتراضات عمومی نسبت به این موضوع.»[۹۷] این سازمان، هدف از حمله‌های شیمیایی را تنبیه دختران معترض به حجاب اجباری دانست.[۹۸]
- محمدرضا هاشمیان، فوق‌تخصص بخش مراقبت‌های ویژه بیمارستان مسیح دانشوری، گفته است گازهایی که برای مسمومیت دانش‌آموزان استفاده شده «ترکیبی» بوده و افراد عادی به آن‌ها دسترسی ندارند.[۹۹]
- سازمان حقوق بشر ایران، مستقر در نروژ، با انتشار بیانیه‌ای در ۱۱ اسفند ۱۴۰۱، مسموم کردن‌های سریالی دختران دانش‌آموز را مصداق «حملات شیمیایی و سازمان‌یافته تروریستی» خواند و با توجه به وجود فرضیه قدرتمندِ نزدیک‌بودن عاملان حمله‌ها به نهادهای امنیتی جمهوری اسلامی، خواستار واکنش قوی و فوری جامعه جهانی شد.[۱۰۰]
- ند پرایس، سخنگوی وزارت خارجه آمریکا، مسمومیت دختران دانش‌آموز در مدارس دخترانه ایران را «وحشتناک» خواند.[۱۰۱]
- در برخی از خبرگزاری‌های رسمی، از این رخدادها با نام «ترورهای بیولوژیکی» یاد شده است.[۱۰۰]
- مولوی عبدالحمید، امام جمعه اهل سنت زاهدان، مسمومیت دانش آموزان دختر را انتقام از خیزش دختران و زنان علیه جمهوری اسلامی خواند.[۱۰۲]

وی همچنین گفت که این نظر احتمالاً واقعی وجود دارد که مسمومیت‌ها سرکوب اعتراضات است و «همین دختران در مدارس اعتراض کردند و حالا اگر جریانی این مسمومیت دختران را دنبال می‌کند و آن‌ها که اطلاع دارند هم جلویشان را نمی‌گیرند، به خاطر اعتراضات است.»
- سید جواد علوی بروجردی، مجتهد و مدرس حوزه علمیه قم به مسئولان پیشنهاد کرد که اصلاً حرف نزند و اگر حرف می‌زنند متضاد هم صحبت نکنند چون بی‌اعتمادی مردم را بیشتر می‌کند زیرا تا کنون هر چه گفته متضاد بوده است.[۱۰۳]
- کارشناسان سازمان ملل متحد از «مسمومیت عامدانه بیش از ۱۲۰۰ دانش‌آموز دختر» در شهرهای ایران و عدم موفقیت دولت در جلوگیری از ادامه حملات و انجام تحقیقات سریع، ابراز انزجار کردند.[۱۰۴]
- سخنگوی وزارت امور خارجه ایالات متحده این حملات را مشمئزکننده خواند و خواست که «فوراً متوقف شوند» هر چه زودتر عاملان این مسمومیت‌ها شناسایی و مجازات شوند.[۵۳]
- کاخ‌سفید احتمال ارتباط مسموم‌شدن دختران دانش‌آموز در ایران، با کوشش آنان برای تحصیل را «شرم‌آور» خواند.[۱۰۵] کارین ژان پی‌یر، سخنگوی کاخ سفید، گفت: «اگر این مسمومیت‌ها مربوط به شرکت در اعتراض باشد، این در حیطه مأموریت حقیقت‌یاب مستقل بین‌المللی سازمان ملل خواهد بود که تحقیق کند.»[۱۰۵]
- بیش از ۲۷۰ نفر از روزنامه‌نگاران، سینماگران، فعالان مدنی و اهالی فرهنگ و هنر، طی صدور بیانیه‌ای «فاجعه مسمومیت عمدی و زنجیره‌وار» دانش‌آموزان دختر در مدارس کشور را محکوم کردند و تأکید کردند این عمل هدفی جز ایجاد رعب و وحشت و بالا بردن هزینه برای بدیهی‌ترین حقوق دختران در جامعه ایرانی را ندارد.[۱۰۶]
- نرگس محمدی با بیان اینکه «نمی‌توان و نباید» دربارهٔ «مسمومیت زنجیره‌ای و گسترده دانش‌آموزان» سکوت کرد، ضمن درخواست از مردم برای حضور اعتراضی در خیابان‌ها، نهادهای بین‌المللی را نیز به واکنش و اقدام عملی فوری فراخواند.[۱۰۷][۱۰۸]
- فرح پهلوی این حمله‌ها را گوشه‌ای از «سرشت ناپاک رژیم» جمهوری اسلامی برشمرد[۱۰۹] و نیز از «نیروهای انتظامی، ارتش، سپاه، بسیج و لباس‌شخصی‌ها» خواست که اجازه ندهند «سردمداران نظام برای گریز ملت» آن‌ها را ابزار سرکوب مردم کنند.[۵۸]
- جان کربی، سخنگوی شورای امنیت ملی کاخ سفید، ضمن ابراز نگرانی عمیق از مسموم شدن دختران دانش‌آموزان در ایران، از جمهوری اسلامی خواست تا در این خصوص، تحقیق کامل و شفافی صورت دهد.[۱۱۰]
- یونیسف، آژانس کودکان سازمان ملل متحد نوشت: «مدرسه، باید پناه‌گاهی امن برای یادگیری کودکان و نوجوانان در محیطی ایمن و حمایت شده باشد. چنین حوادثی می‌تواند تأثیر منفی بر نرخ بالای آموزش کودکان، به ویژه دختران، که در دهه‌های اخیر حاصل شده است، بگذارد.»[۱۱۰]
- سخنگوی سپاه، سردار رمضان شریف: «با عرض شرمندگی؛ انگار بعضی داخلی‌ها، بدشان نمی‌آید بگویند "مسمومیت‌ها، کارِ نظام است"».[۱۱۱]
- پارلمان اروپا، مسمومیت دختران در ایران را «تلاشی برای خاموش کردن» آنها دانست و تصویب کرد که «به قوی‌ترین عبارات این تلاش فجیع برای خاموش کردن زنان و دختران در ایران» را محکوم می‌کند.[۱۱۲][۱۱۳][۱۱۴] نمایندگان پارلمان اروپا این قطعنامه را با ۵۱۶ رأی موافق، پنج رأی مخالف و ۱۴ رأی ممتنع تصویب کردند[۱۱۵][۱۱۶] و در آن سیاست‌های رژیم ایران علیه زنان و دختران را عامل این حملات خواندند[۱۱۴][۱۱۵] و بر حمایت بی‌قیدوشرط خود از درخواست‌های زنان و دختران ایرانی یعنی لغو تمامی تبعیض‌های نظام‌مند تأکید نمودند؛[۱۱۵][۱۱۶] این قطعنامه از هیئت حقیقت‌یاب سازمان ملل متحد در مورد ایران می‌خواهد تا دربارهٔ این حوادث، تحقیقات مستقلی انجام دهد.[۱۱۷][۱۱۸][۱۱۹]
- برخی چهره‌های شاخص دینی و سیاسی در داخل ایران، همچون: زهرا رهنورد، مولوی عبدالحمید و ابوالفضل قدیانی… حملات با گازهای ناشناخته به مدارس (اغلب) دخترانه را به حکومت اسلامی، نسبت دادند.[۸۱]
- ده هنرمند، فعال مدنی و حقوق‌دان، از جمله، جعفر پناهی، نسرین ستوده و کتایون ریاحی، در بیانیه‌ای اعلام کردند که حملات شیمیایی به مدارس دخترانه، «نظام‌مند» است.[۸۱]

### واکنش‌های مسئولان و مراجع تقلید نظام جمهوری اسلامی
مسئولان حکومت جمهوری اسلامی در آغاز، منکر چنین رخدادهایی بودند و بعدها نیز وزارت اطلاعات علت مسمومیت‌ها را «شوخی» و «تمارض» اعلام کرد.
عبدالله جوادی آملی، جعفر سبحانی و حسین نوری همدانی از مراجع قم به‌طور جداگانه حملات را محکوم کرده و خواستار پیدا کردن عاملان شده‌اند. عبدالله جوادی آملی گفت «این که منشأ این حوادث هنوز مشخص نشده، رعب‌آور است.»
- محمدجعفر منتظری، دادستان کل ایران، در نامه‌ای در رابطه با این موضوع از احتمال اقدامات مجرمانه عمدی سخن گفته است.[۱۲۴]
- مجتبی ذوالنور، نماینده قم در مجلس شورای اسلامی، اعلام کرد با توجه به وقوع این مسمومیت‌ها در مدارس مختلف، «دیگر شکی باقی نمانده که این حوادث ریشه امنیتی» دارند.[۲۴]
- یوسف نوری، وزیر آموزش و پرورش، بخش اعظم مشکل را ناشی از شایعات فضای مجازی داست و اعلام کرد مراجعه دانش‌آموزان به بیمارستان به دلیل «بیماری زمینه‌ای» و «استرس و اضطراب» بوده است.[۱۲۵]
- بهرام عین‌اللهی، وزیر بهداشت گفت که از بهترین استادان سم‌شناسی کمک گرفته شده و سم بسیار خفیفی باعث مسمومیت خفیف در دانش‌آموزان شده است.[۱۲۶]
- سید ابراهیم رئیسی، رئیس‌جمهور وقت ایران: «دستگاه‌های اطلاعاتی برای مقابله با تهدیدهای امنیتی در هر حوزه‌ای از جمله تهدید سلامت عمومی در برخی مدارس باید آماده باشند.»[۱۲۷]
- سید علی خامنه‌ای، رهبر جمهوری اسلامی: «این یک جنایت بزرگ و غیرقابل‌اغماض است.»[۱۲۸]

## گمانه‌زنی پیرامون نوع مسمومیت و گاز به‌کاررفته
از نوع گاز به‌کارگرفته شده اطلاع دقیقی در دست نیست. مخصوصاً این که نیروهای امنیتی تحویل نتایج آزمایش به خانواده دانش‌آموزان مسموم‌شده را ممنوع اعلام کرده‌اند. معمولاً دانش‌آموزان پرتاب یک جسم در کلاس یا در حیاط مدرسه را گزارش کرده‌اند که از خود گاز خارج کرده و در نتیجه دچار عوارضی مانند خستگی، سوزش گلو، سرگیجه، حالت تهوع و سردرد شده‌اند. برخی نیز گزارش کرده بودند که بویی شبیه به بوی نارنگی استشمام کرده‌اند. گروهی دیگر نیز انفجار بمبی را گزارش کرده‌اند که از آن دودی با بوی نعنا خارج می‌شده است. برخی از دانش‌آموزان نیز بوی شدید گاز شهری به مشام‌شان خورده است. در یک مورد گزارش شده که بوی تخم‌مرغ گندیده می‌آمده و شبیه به گاز اشک‌آور بوده است.
منشأ انتشار گاز در حداقل یک مورد یک وسیله کپسول‌مانند دانسته شده که گاز ناشی از آن بی‌رنگ و بی‌بو بوده است و به صورت «نشت تدریجی» رخ داده است ولی قدرت گاز خارج‌شده به حدی بوده که افزون بر کسانی که داخل کلاس بوده‌اند افراد داخل راهرو هم دچار مسمومیت شده‌اند. سه ماه پس از شروع این حملات، علیرضا منادی سفیدان، رئیس کمیسیون آموزش، تحقیقات و فناوری مجلس شورای اسلامی، اعلام کرد که «گاز دی‌نیتروژن (N2) در سم منتشرشده در مدارس وجود داشته است.»

## گمانه‌زنی دربارهٔ آمران و عاملان
در شبکه‌های اجتماعی گمانه‌هایی مبنی بر دست داشتن «مخالفان تحصیل دختران در میان محافظه‌کاران جمهوری اسلامی» در مسمومیت‌های زنجیره‌ای قم و شهرهای دیگر مطرح شده اما در حال حاضر شاهد قطعی در تأیید این مدعا در دست نیست. اگر چه فاضل میبدی از استادان حوزه علمیه قم احتمال دخالت گروه‌های مذهبی افراطی هزاره‌گرایانه را داده است. هزاره‌گرایی یک باور آخرالزمانی است که فرقه‌های دینی و جنبش‌های مدنی و سیاسی آن را ترویج می‌کنند و بر این پایه استوار است که هر هزار سال پادشاهی خدا بر روی زمین بنا خواهد شد. فاضل میبدی در مصاحبه‌ای با روزنامه شرق عمدی بودن حملات را تأیید و آن مشابه به حملات طالبان دانسته است: «عمدی بودن این ماجرا واقعیت دارد. گفته می‌شود گروهی موسوم به هزاره‌گرا مسئول این مسمومیت‌های سریالی در مدارس هستند. یک جامعه‌شناس که نمی‌توانم نامش را بگویم در قم پژوهشی در این زمینه انجام داده … به این نتیجه رسیده است که هزاره‌گراها این اقدامات را انجام می‌دهند. این جریان شبیه طالبان هستند، گرچه طالبان اجازه نمی‌دهد دختران به دانشگاه بروند اما این گروه می‌گویند دختر نهایتاً تا سوم دبستان باید درس بخواند.» فاضل میبدی چند روز بعد در مصاحبهٔ دیگری گفت که انجام‌شده بیانگر آن است که این جریان در کشور درحال شکل‌گیری است ولی مرکز آن در قم و اصفهان است و در مسیحیت و یهودیت هست.
وزارت بهداشت نیز گفت که ماجرا عمداً و با هدف جلوگیری از تحصیل دختران روی می‌دهد که به‌طور تلویحی به احتمال دخالت گروه‌های تندروی مذهبی اشاره می‌کند. برخی منابع نیر به شباهت‌هایی میان مسمومیت‌های سریالی دانش‌آموزان دختر در ایران و سلسله حوادثی که پیش از استقرار حکومت طالبان، در افغانستان رخ داد اشاره کرده‌اند.
نفیسه مرادی، دانش‌پژوه دکتری علوم قرآن و حدیث دانشگاه الزهرا در مقاله‌ای به هم‌زمانی مسمومیت‌ها با فراگیر شدن شعار زن، زندگی، آزادی در دبیرستان‌ها اشاره کرد و با توجه به این که عمده حوادث در مدارس دخترانه رخ داده‌اند «ظن خرابکاری منبعث از دیدگاه‌های طالبانی» را مطرح کرد. سایت قم‌نیوز که از ابتدا اخبار مسمومیت‌ها را پوشش می‌داد این مطلب را منتشر کرد اما خیلی زود یادداشت پاک شده و قم‌نیوز ناچار به عذرخواهی شد. علی پورطباطبایی، خبرنگار وبگاه خبری قم‌نیوز، نیز بازداشت شد. روزنامهٔ کیهان در ۱۵ اسفند خواستار برخورد با کسانی شد که در مورد مسمومیت‌ها اظهار نظر کرده‌اند. روز بعد قوه قضائیه علیه روزنامه‌های هم‌میهن، شرق و وبگاه خبری-تحلیلی رویداد ۲۴ و همچنین فعالان سیاسی آذر منصوری و صادق زیباکلام و بازیگر رضا کیانیان اعلام جرم کرد.
در ۱۶ اسفند، مجید میراحمدی، معاون وزیر کشور، در مصاحبه با صدا و سیما اعلام کرد که چند نفر در پنج استان دستگیر شده‌اند. او گفت «برخی موارد که جنبه غیرمعاندانه داشته هم به دست آمده و افراد مرتبط ارشاد شدند». ابراهیم رئیسی، رئیس‌جمهور، از مدیران وزارت اطلاعات درخواست کرد که دستگاه‌های اطلاعاتی آماده‌باش باشند.

### خامنه‌ای و جمهوری اسلامی
در برخی از خبرگزاری‌های رسمی، سید علی خامنه‌ای و حکومت جمهوری اسلامی به عنوان مسببان این جنایت دانسته‌اند.
برخی از منابع هم، سید احمد علم‌الهدی (پدر همسر سید ابراهیم رئیسی) را به عنوان عامل پشت پرده این مسمومیت‌ها معرفی کرده‌اند.
به گفته برخی از منابع، ضربات جنبش دانش‌آموزی به ویژه دختران دبیرستانی (در خیزش ۱۴۰۱ ایران) به جمهوری اسلامی، چنان عمیق و دردناک بوده که این حکومت، شیوه‌های این‌چنینی برای انتقام‌جویی در پی گرفت.
برخی از مدیران مدارس از انتشار خبر مسمومیت‌ها جلوگیری کرده و مانع خروج دانش‌آموزان از مدرسه شدند.

#### تقلید از روش سرکوبگری حکومت روسیه
عرفان ثابتی، جامعه‌شناس، احتمال می‌دهد که این روش سرکوب و تنبیه با آزمایش شیمیایی توسط حکومت جمهوری اسلامی، به تقلید از حکومت روسیه و به‌کارگیری فناوری آن باشد.

## اعتراضات
در ۱۳ اسفند، برخی از خانواده‌های دانش‌آموزان مقابل ساختمان‌های آموزش و پرورش تهران، اصفهان، کرمانشاه و اردبیل تجمع کردند و شعارهایی علیه خامنه‌ای و مسئولان ارشد جمهوری اسلامی سر دادند. نیروهای حکومتی در تهران معترضان را هدف ضرب و جرح قرار دادند. خانواده‌های دانش‌آموزان تهرانی شعارهایی چون «مرگ بر حکومت بچه‌کُش» و «بچه‌هامون رو کُشتند به جاش آخوند گذاشتند» سر دادند. والدین اصفهانی مقابل ساختمان آموزش و پرورش تجمع کردند و شعار «اسید پاشی، مسمومیت، هر دو یک جنایت» دادند. در کرمانشاه نیز گزارش شده است گروهی از معترضان توسط نیروهای امنیتی بازداشت شدند.
در ۱۶ اسفند، معلمان و فرهنگیان با فراخوان شورای هماهنگی تشکل‌های صنفی معلمان، تجمعاتی در چندین شهر برگزار کردند. لباس‌شخصی‌ها در این تجمعات برخی را بازداشت کردند. در رشت و مشهد پلیس از گاز اشک‌آور استفاده کرد.

### اعتراضات سراسری
در ۱۶ اسفند ۱۴۰۱، اعتراضاتی سراسری در واکنش به مسمومیت زنجیره‌ای دانش‌آموزان در مدرسه‌ها و در شهرهایی همچون: تهران، تبریز، شیراز، کازرون، اصفهان، مشهد، نیشابور، رشت، کرج، سنندج، سقز، مریوان، زنجان، ساری، بابل، جلفا، هرسین، همدان و بوشهر... برگزار شد. در برخی شهرها، از جمله، اصفهان، رشت و سنندج، نیروهای حکومتی با گاز اشک‌آور و گلوله‌های ساچمه‌ای به معترضان حمله کردند و برخی از معلمان سنندجی نیز زخمی شدند.

### اعتراضات خارج از ایران

تجمع زنان دانشجو در حسکه در خودمدیریتی دموکراتیک شمال و شرق سوریه، ۱۳ آوریل ۲۰۲۳.

- در دانشگاه روژاوا در حسکه در اداره خودمختار شمال و شرق سوریه زنان دانشجوی عضو جنبش دانشجویان دموکراتیک ضمن تجمع و خواندن بیانیه در پشتیبانی از زنان ایران و کردستان، مسموم‌سازی دانش‌آموزان دختر را محکوم کردند و به نشانهٔ همبستگی و اعتراض تصویر زنی را با ماسک به همراه شعار زن، زندگی، آزادی بر دیوار دانشگاه نقاشی کردند.[۱۴۶]
- اعضای جامعهٔ زنان جوان زنوبیا با تجمع در برابر دروازهٔ بغداد در شرق رقه در اداره خودمختار شمال و شرق سوریه مسموم‌سازی دختران دانشجو و حمله به زنان به خاطر حجاب را جنایت نامیدند و از مبارزان زنان ایران و کردستان حمایت کردند.[۱۴۷]
- ۲۱ اسفند ۱۴۰۱: شهرهای نیویورک، واشینگتن، سن دیه‌گو و تعداد زیادی از سایر شهرهای آمریکا و همچنین شهرهای مونترال، اتاوا، تورنتو و ونکوور کانادا شاهد تجمع‌های گسترده ایرانیان جهت محکومیت حمله به دانش‌آموزان دختر مدارس ایران بودند. ایرانیان در این تجمع‌ها یک بار دیگر بر حمایت از اعتراضات مردم ایران تأکید کردند.[۱۴۸] همچنین گروهی از اوکراینی‌های مقیم نیویورک با حضور در تجمع اعتراضی ایرانیان در منهتن، حملات به مدارس و دانش‌آموزان دختر در ایران را محکوم کردند.[۱۴۸]

### محکومیت دانشجویان معترض
هستی امیری و ضیاءالدین نبوی، دو دانشجوی دانشگاه علامه طباطبایی تهران، پس از حضور در تجمع دانشجویی مورخ ۱۶ اسفند ۱۴۰۱ در اعتراض به این مسمومیت‌ها، از سوی دادگاه انقلاب تهران به یک سال حبس تعزیری محکوم شدند.

## گسترهٔ آماری و جغرافیایی حمله‌های شیمیایی
در طی چند ماه (و بلکه طبق منابع موجود در همین مقاله، به مدت یک سال: از آذر ۱۴۰۱ تا آبان ۱۴۰۲) هزاران دانش‌آموز (به ویژه) دختر در بیش از ۵۰۰ (پانصد) مدرسه و در ۲۵ استان و در بیش از ۱۱۰ شهر، مسموم شدند. در برخی از مدرسه‌ها چند بار، مسمومیت ایجاد شد.
حمله‌ها از شهر قم که پایگاه مذهبی ایران است آغاز گردید. پس از قم شهری که تا کنون بیشترین حملات شیمیایی در دبیرستان‌های دخترانه و یک خوابگاه دانشگاه در آن صورت گرفته بروجرد است. در کنار قم و بروجرد، تهران پایتخت ایران یکی از بزرگ‌ترین هدف‌های این حملات بوده است.
تا روز هفتم اسفند بیش از ۸۰۰ نفر در سه ماه گذشته در مدارس مسموم شدند. از این تعداد دو نفر معلم و بیش از ۶۵۰ نفر دانش‌آموز دختر و تعدادی هم دانش‌آموز پسر می‌باشند.
بر طبق آخرین آمار، مسمومیت‌های دنباله‌دار دانش‌آموزان از ۹ آذر ۱۴۰۱، به مدت ۴ ماه است که ادامه دارد و به بیشتر استان‌های ایران کشیده شده است.

### فهرست کامل رخدادها
فهرستی از مسمومیت‌ها در جدول زیر آمده است. ولی این فهرست فراگیر نیست و تمامی مسمومیت‌ها را شامل نمی‌شود. برخی از مسمومیت‌ها در شهرهای کوچک رخ داده و خبرگزاری‌ها آن را گزارش نکرده‌اند. در برخی از موارد خبرگزاری‌ها مسمومیت‌ها را با عنوان کلی «چندین مدرسه» یا برای نمونه «۸ مدرسه» گزارش کرده‌اند. چنین مواردی الزاماً در فهرست درج نشده است، زیرا تلاش بر این بوده که مسمومیت‌ها با نام مشخص مدرسه فهرست شود. چنین مشکلی دربارهٔ شمار آسیب‌دیدگان نیز وجود دارد و شمارگان گزارش‌شده در برخی از موارد در دسترس نیست، زیرا که منابع خبری آن را گزارش نکرده‌اند.
| تاریخ           | شهر                       | نام مدرسه                                              | شمار آسیب‌دیدگان                     | توضیحات |
| --------------- | ------------------------- | ------------------------------------------------------ | ----------------------------------- | --- |
| ۹ آذر ۱۴۰۱      | قم                        | هنرستان دخترانه نور یزدانشهر                           | ۱۸ دانش‌آموز                         | |
| ۱۲ آذر ۱۴۰۱     | ساری                      | مدرسه شبانه‌روزی پسرانه امام حسین                       | ۵۰ دانش‌آموز                         | علت مسمومیت نشت گاز مونوکسید کربن اعلام شد. |
| ۱۹ آذر ۱۴۰۱     | وردنجان                   | مدرسه مولوی                                            | ۱۸ دانش‌آموز                         | |
| ۲۲ آذر ۱۴۰۱     | قم                        | هنرستان دخترانه نور یزدانشهر                           | ۵۱ دانش‌آموز                         | |
| ۲۶ دی ۱۴۰۱      | اردبیل                    | دبیرستان دخترانه فرزانگان                              | ۵۸ دانش‌آموز                         | |
| ۲ بهمن ۱۴۰۱     | روستای شفیع قوچان         |                                                        | ۴۰ دانش‌آموز                         | |
| ۸ بهمن ۱۴۰۱     | قم                        | دبیرستان دخترانه فاطمیه                                | ۱۵دانش‌آموز                          | |
| ۸ بهمن ۱۴۰۱     | روستای موسی‌آباد، تربت جام |                                                        | ۴ دانش‌آموز                          | |
| ۱۰ بهمن ۱۴۰۱    | قم                        | دبیرستان دخترانه فاطمیه                                | ۱۷ دانش‌آموز و ۱ معلم                | |
| ۱۲ بهمن ۱۴۰۱    | قم                        | دبیرستان دخترانه بلقیس برقعی                           | ۷ دانش‌آموز و ۱ معلم                 | |
| ۱۶ بهمن ۱۴۰۱    | قم                        | مدرسه قرائتی پردیسان                                   |                                     | |
| ۱۶ بهمن ۱۴۰۱    | قم                        | مدرسه میثم تمار                                        |                                     | علت علائم مسمومیت، اضطراب دانش‌آموزان اعلام شد. |
| ۱۶ بهمن ۱۴۰۱    | قم                        | مدرسه طاها                                             |                                     | |
| ۱۶ بهمن ۱۴۰۱    | قم                        | مدرسه امامی                                            | ۳ دانش‌آموز                          | علت آن نقص سیستم گرمایشی و مسمومیت با مونوکسیدکربن اعلام شد. |
| ۱۶ بهمن ۱۴۰۱    | قم                        | دبیرستان شاهد رضویه                                    |                                     | |
| ۱۷ بهمن ۱۴۰۱    | اردبیل                    | چهار مدرسه                                             |                                     | |
| ۱۷ بهمن ۱۴۰۱    | قم                        | هنرستان فاطمه‌الزهرا در منطقه ۲۰متری کیوانفر            | ۱۱ یا ۱۸ دانش‌آموز                   | در پی تجمع خانواده‌ها، یکی از مسئولان این مدرسه علت مسمومیت را بوی رنگ و اسپری اعلام کرد. |
| ۱۷ بهمن ۱۴۰۱    | قم                        | هنرستان سیدحسن برقعی                                   | ۷ دانش‌آموز                          | |
| ۱۷ بهمن ۱۴۰۱    | قم                        | دبیرستان شاهد رضویه                                    | ۷ دانش‌آموز                          | |
| ۲۳ بهمن ۱۴۰۱    | قم                        | دبیرستان ریحانه‌النبی                                   | ۱۲ دانش‌آموز و چند نفر از کادر مدرسه | مسمومیت ۳۷ دانش‌آموز نیز اعلام شده است. در تماسی که خبرنگار اجتماعی تسنیم با یکی از مدارس درگیر این حادثه در شهر قم داشت، مسئولان مدرسه از «انتشار بویی شبیه نارنگی» و پس از آن سرگیجه و بد شدن حال دانش‌آموزان سخن گفتند. |
| ۲۳ بهمن ۱۴۰۱    | قم                        | دبیرستان هیئت امنایی دخترانه اخوان کریمی قم            |                                     | مسمومیت ۳۷ دانش‌آموز نیز اعلام شده است. در تماسی که خبرنگار اجتماعی تسنیم با یکی از مدارس درگیر این حادثه در شهر قم داشت، مسئولان مدرسه از «انتشار بویی شبیه نارنگی» و پس از آن سرگیجه و بد شدن حال دانش‌آموزان سخن گفتند. |
| ۲۵ بهمن ۱۴۰۱    | قم                        | مدرسه راهنمایی دو شیفته پسرانه (نام نامعلوم)           |                                     | |
| ۲۵ بهمن ۱۴۰۱    | قم                        | ۱۳ مدرسه                                               | دست‌کم ۱۱۷ دانش‌آموز                  | |
| ۲۵ بهمن ۱۴۰۱    | تهران                     | دبیرستان دخترانه محمودزاده در منیریه                   | ۳۰ دانش‌آموز                         | روابط عمومی آموزش و پرورش تهران دلیل مسمومیت را استفاده از اسپری حشره‌کش اعلام کرد. |
| ۲۶ بهمن ۱۴۰۱    | قم                        | دبیرستان شاهد رضویه                                    |                                     | |
| ۳۰ بهمن ۱۴۰۱    | قم                        |                                                        | ۱۱ دانش‌آموز                         | دانشگاه علوم پزشکی قم اعلام کرد که دانش‌آموزان دچار علائم تنفسی، سوزش گلو و حالت تهوع شده بودند و «حال عمومی آنها خوب است». |
| ۱ اسفند ۱۴۰۱    | قم                        | پنج مدرسه                                              | ۲۵ دانش‌آموز                         | |
| ۲ اسفند ۱۴۰۱    | بروجرد                    | دبیرستان دخترانه احمدیه                                | ۱۹ یا ۲۱ دانش‌آموز                   | سخنگوی وزارت بهداشت مسمومیت‌های بروجرد را با مسمومیت‌های قم بی‌ارتباط دانست. |
| ۲ اسفند ۱۴۰۱    | همدان                     | دبستان ابوذر غفاری شهرستان رزن                         | ۴۵ دانش‌آموز                         | ۴۵ نفر از دانش‌آموزان این دبستان به بیمارستان منتقل شده‌اند و خانواده‌ها برای منتشر نکردن خبر این مسمومیت تهدید شده و تحت فشار هستند. در مدارکی که به دست بی‌بی‌سی فارسی رسیده علت بستری شدن این دانش‌آموزان مسمومیت با گاز مونوکسید کربن درج شده است. اما والدین این دانش‌آموزان می‌گویند پاهای بچه‌هایشان بی‌حال است و فقط خوابیده‌اند.                                                  |
| ۳ اسفند ۱۴۰۱    | بروجرد                    | دبیرستان دخترانه احمدیه                                | ۶۲ دانش‌آموز                         | دلیل اولیه نشت گاز منوکسیدکربن از سالن ورزشی مجاور مدرسه اعلام شد. |
| ۳ اسفند ۱۴۰۱    | قم                        | سه مدرسه                                               | مجموعاً ۱۵ دانش‌آموز                  | |
| ۶ اسفند ۱۴۰۱    | بروجرد                    | دبیرستان دخترانه احمدیه                                | ۴۴ دانش‌آموز                         | |
| ۶ اسفند ۱۴۰۱    | قم                        | یک مدرسه                                               | ۷ دانش‌آموز                          | |
| ۷ اسفند ۱۴۰۱    | قزوین                     | دبستان دخترانه همت                                     | ۶ دانش‌آموز                          | مدیرکل آموزش و پرورش استان قزوین ادعای مسمومیت را تکذیب کرد و گفت دانش‌آموزان برای عدم حضور در مدرسه و محل امتحان این گونه وانمود کرده‌اند. |
| ۷ اسفند ۱۴۰۱    | قم                        |                                                        |                                     | براساس گزارش دانشگاه علوم پزشکی قم تعدادی از دانش‌آموزان قمی با علائم مشکوک به مسمومیت در مراکز درمانی قم پذیرش شده‌اند. |
| ۷ اسفند ۱۴۰۱    | بروجرد                    | دبیرستان دخترانه ۱۵ خرداد                              | ۱۰۷ دانش‌آموز                        | |
| ۷ اسفند ۱۴۰۱    | بروجرد                    | دبستان دخترانه فرشتگان                                 | ۶۰ دانش‌آموز                         | |
| ۷ اسفند ۱۴۰۱    | تهران                     | مدرسه دخترانه مبعث (جنت‌آباد شمالی)                     |                                     | تعدادی از دانش‌آموزان پایهٔ چهارم و پنجم دچار مسمومیت شده و برخی توسط خانواده به بیمارستان منتقل شدند. |
| ۸ اسفند ۱۴۰۱    | قم                        |                                                        | ۳۴ دانش‌آموز                         | |
| ۸ اسفند ۱۴۰۱    | بروجرد                    | مدرسه پسرانه خیام بروجرد                               |                                     | |
| ۸ اسفند ۱۴۰۱    | بروجرد                    | مدرسه دخترانه فرشتگان بروجرد                           | ۶۰ دانش‌آموز                         | چیزی شبیه بمب در بخشی از مدرسه ترکید و از آن دودی با بوی نعنا خارج شد. |
| ۸ اسفند ۱۴۰۱    | بروجرد                    | مدرسه دخترانه پروین اعتصامی                            | ۶۰ دانش‌آموز                         | |
| ۸ اسفند ۱۴۰۱    | کرمانشاه                  | مدرسه دخترانه یاسین                                    |                                     | منشا انتشار گاز سمی «یک وسیله کپسول مانند» بوده است و گاز ناشی از آن «بی‌رنگ و بی‌بو» بوده است. میزان انتشار و دامنه تأثیرگذاری این گاز با «نشت تدریجی» در حدی بوده که افزون بر دانش‌آموزان آن کلاس، افرادی که در راهروهای مدرسه حضور داشته‌اند نیز دچار مسمومیت شده‌اند. |
| ۸ اسفند ۱۴۰۱    | کرمانشاه                  | مدرسه دخترانه شهیم                                     |                                     | منشا انتشار گاز سمی «یک وسیله کپسول مانند» بوده است و گاز ناشی از آن «بی‌رنگ و بی‌بو» بوده است. میزان انتشار و دامنه تأثیرگذاری این گاز با «نشت تدریجی» در حدی بوده که افزون بر دانش‌آموزان آن کلاس، افرادی که در راهروهای مدرسه حضور داشته‌اند نیز دچار مسمومیت شده‌اند. |
| ۹ اسفند ۱۴۰۱    | قم                        |                                                        | ۹ دانش‌آموز                          | |
| ۹ اسفند ۱۴۰۱    | تهران (پردیس)             | دبیرستان دخترانه خیام در فاز ۱۱                        | ۳۵ دانش‌آموز                         | بعضی شاهدان عینی گفته‌اند بعد از پرتاب شدن یک شیء به داخل دبیرستان که صدای زیادی داشت دانش‌آموزان دچار علائم مسمومیت شدند. |
| ۹ اسفند ۱۴۰۱    | تهران                     | دبیرستان راه زینب                                      | ۳۵ دانش‌آموز                         | گزارش شده که گاز به کار رفته نشانهٔ خاصی نداشته و یک باره همه دانش‌آموزان کلاس «دچار خواب‌آلودگی شده‌اند» |
| ۹ اسفند ۱۴۰۱    | بروجرد                    | دانشگاه آزاد بروجرد                                    |                                     | نخستین حمله‌ای است که در شب و به یک دانشگاه صورت گرفته است. |
| ۱۰ اسفند ۱۴۰۱   | تهران                     | دبیرستان دخترانه شهدای ۱۳ آبان                         |                                     | |
| ۱۰ اسفند ۱۴۰۱   | تهران                     | دبستان دخترانه یارجانی در نارمک                        |                                     | حمله ساعت ۱۱ صبح در منطقه ۸ نارمک رخ داد. |
| ۱۰ اسفند ۱۴۰۱   | تهران                     | دبستان دخترانه هاجر                                    |                                     | |
| ۱۰ اسفند ۱۴۰۱   | تهران                     | دبیرستان دخترانه عصمت                                  |                                     | |
| ۱۰ اسفند ۱۴۰۱   | تهران                     | دبیرستان دخترانه امت در تهرانپارس                      |                                     | صدایی شبیه ترکیدن بمب از راهرو شنیده و بعد بویی را استشمام کرده‌اند. |
| ۱۰ اسفند ۱۴۰۱   | تهران                     | مدرسهٔ دخترانه سیاوش زرازوند                            |                                     | |
| ۱۰ اسفند ۱۴۰۱   | تهران                     | دبستان دخترانه جاجرودی                                 |                                     | |
| ۱۰ اسفند ۱۴۰۱   | تهران                     | دبیرستان دخترانه سیزده آبان در تهرانسر                 |                                     | چشمان بچه‌ها می‌سوخت و اشک‌آلود بود. کف بالا می‌آوردند، حالت استفراغ داشتند، بوی تخم‌مرغ گندیده می‌آمد و شبیه به گاز اشک‌آور بود. |
| ۱۰ اسفند ۱۴۰۱   | تهران                     | دبیرستان دخترانه رضوان (فردیس)                         |                                     | مسمومیت گسترده |
| ۱۰ اسفند ۱۴۰۱   | تهران                     | دبستان دخترانه خدابخش                                  |                                     | |
| ۱۰ اسفند ۱۴۰۱   | تهران                     | دبیرستان دخترانه عصمت                                  |                                     | ۱۵ آمبولانس برای مسمومیت دانش آموزان دبیرستان عصمت از جمله دو اتوبوس آمبولانس آمده‌اند. |
| ۱۰ اسفند ۱۴۰۱   | تهران                     | مدرسه دخترانه امام حسن                                 |                                     | |
| ۱۰ اسفند ۱۴۰۱   | تهران                     | مدرسه دخترانه مدرس                                     |                                     | |
| ۱۰ اسفند ۱۴۰۱   | تهران                     | مدرسه دخترانه زراوند                                   |                                     | |
| ۱۰ اسفند ۱۴۰۱   | تهران                     | مدرسه دخترانه جاجرودی                                  |                                     | |
| ۱۰ اسفند ۱۴۰۱   | تهران                     | مدرسه دخترانه مهدیه                                    |                                     | |
| ۱۰ اسفند ۱۴۰۱   | تهران                     | مدرسه دخترانه سما                                      |                                     | |
| ۱۰ اسفند ۱۴۰۱   | تهران                     | مدرسه دخترانه عفاف                                     |                                     | |
| ۱۰ اسفند ۱۴۰۱   | تهران                     | مدرسه دخترانه سیدالشهداء                               |                                     | |
| ۱۰ اسفند ۱۴۰۱   | تهران                     | هنرستان دخترانه پاپلی خلعت‌بری                          |                                     | |
| ۱۰ اسفند ۱۴۰۱   | تهران                     | مدرسه دخترانه فرزانگان تهرانسر                         |                                     | |
| ۱۰ اسفند ۱۴۰۱   | تهران                     | مدرسه دخترانه امام حسین                                |                                     | |
| ۱۰ اسفند ۱۴۰۱   | تهران                     | مدرسه دخترانه شمس (پردیس تهران)                        |                                     | |
| ۱۰ اسفند ۱۴۰۱   | تهران                     | مدرسه دخترانه رضوان (پردیس تهران)                      |                                     | |
| ۱۰ اسفند ۱۴۰۱   | اردبیل                    | دبستان دخترانه غیردولتی دین و دانش                     | ۱۰۸ دانش‌آموز                        | صبح ۱۰ اسفند در ۸ مدرسه دخترانه اردبیل، دانش‌آموزان با استشمام بوی نامطبوع، احساس سوزش در گلو و سستی مواجه شدند که بلافاصله پس از این رخداد، همه دانش‌آموزانی که احساس مسمومیت داشتند به دست عوامل اورژانس به مراکز درمانی منتقل شدند. داده‌های جداگانه از حملات به مدرسه‌های اردبیل گزارش نشده است و خبرگزاری‌های حملات ۱۰ اسفند به مدرسه‌های اردبیل را به صورت گروهی گزارش کرده‌اند. |
| ۱۰ اسفند ۱۴۰۱   | اردبیل                    | دبستان دخترانه غیردولتی طیبه                           | ۱۰۸ دانش‌آموز                        | صبح ۱۰ اسفند در ۸ مدرسه دخترانه اردبیل، دانش‌آموزان با استشمام بوی نامطبوع، احساس سوزش در گلو و سستی مواجه شدند که بلافاصله پس از این رخداد، همه دانش‌آموزانی که احساس مسمومیت داشتند به دست عوامل اورژانس به مراکز درمانی منتقل شدند. داده‌های جداگانه از حملات به مدرسه‌های اردبیل گزارش نشده است و خبرگزاری‌های حملات ۱۰ اسفند به مدرسه‌های اردبیل را به صورت گروهی گزارش کرده‌اند. |
| ۱۰ اسفند ۱۴۰۱   | اردبیل                    | دبستان دخترانه سما                                     | ۱۰۸ دانش‌آموز                        | صبح ۱۰ اسفند در ۸ مدرسه دخترانه اردبیل، دانش‌آموزان با استشمام بوی نامطبوع، احساس سوزش در گلو و سستی مواجه شدند که بلافاصله پس از این رخداد، همه دانش‌آموزانی که احساس مسمومیت داشتند به دست عوامل اورژانس به مراکز درمانی منتقل شدند. داده‌های جداگانه از حملات به مدرسه‌های اردبیل گزارش نشده است و خبرگزاری‌های حملات ۱۰ اسفند به مدرسه‌های اردبیل را به صورت گروهی گزارش کرده‌اند. |
| ۱۰ اسفند ۱۴۰۱   | اردبیل                    | مدرسه نمونه دولتی دخترانه عفاف                         | ۱۰۸ دانش‌آموز                        | صبح ۱۰ اسفند در ۸ مدرسه دخترانه اردبیل، دانش‌آموزان با استشمام بوی نامطبوع، احساس سوزش در گلو و سستی مواجه شدند که بلافاصله پس از این رخداد، همه دانش‌آموزانی که احساس مسمومیت داشتند به دست عوامل اورژانس به مراکز درمانی منتقل شدند. داده‌های جداگانه از حملات به مدرسه‌های اردبیل گزارش نشده است و خبرگزاری‌های حملات ۱۰ اسفند به مدرسه‌های اردبیل را به صورت گروهی گزارش کرده‌اند. |
| ۱۰ اسفند ۱۴۰۱   | اردبیل                    | دبیرستان دخترانه هیئت امنایی شهید خلبان ذاکر           | ۱۰۸ دانش‌آموز                        | صبح ۱۰ اسفند در ۸ مدرسه دخترانه اردبیل، دانش‌آموزان با استشمام بوی نامطبوع، احساس سوزش در گلو و سستی مواجه شدند که بلافاصله پس از این رخداد، همه دانش‌آموزانی که احساس مسمومیت داشتند به دست عوامل اورژانس به مراکز درمانی منتقل شدند. داده‌های جداگانه از حملات به مدرسه‌های اردبیل گزارش نشده است و خبرگزاری‌های حملات ۱۰ اسفند به مدرسه‌های اردبیل را به صورت گروهی گزارش کرده‌اند. |
| ۱۰ اسفند ۱۴۰۱   | اردبیل                    | دبیرستان دخترانه غیردولتی بهاران                       | ۱۰۸ دانش‌آموز                        | صبح ۱۰ اسفند در ۸ مدرسه دخترانه اردبیل، دانش‌آموزان با استشمام بوی نامطبوع، احساس سوزش در گلو و سستی مواجه شدند که بلافاصله پس از این رخداد، همه دانش‌آموزانی که احساس مسمومیت داشتند به دست عوامل اورژانس به مراکز درمانی منتقل شدند. داده‌های جداگانه از حملات به مدرسه‌های اردبیل گزارش نشده است و خبرگزاری‌های حملات ۱۰ اسفند به مدرسه‌های اردبیل را به صورت گروهی گزارش کرده‌اند. |
| ۱۰ اسفند ۱۴۰۱   | اردبیل                    | دبیرستان دخترانه معراج شاهد                            | ۱۰۸ دانش‌آموز                        | صبح ۱۰ اسفند در ۸ مدرسه دخترانه اردبیل، دانش‌آموزان با استشمام بوی نامطبوع، احساس سوزش در گلو و سستی مواجه شدند که بلافاصله پس از این رخداد، همه دانش‌آموزانی که احساس مسمومیت داشتند به دست عوامل اورژانس به مراکز درمانی منتقل شدند. داده‌های جداگانه از حملات به مدرسه‌های اردبیل گزارش نشده است و خبرگزاری‌های حملات ۱۰ اسفند به مدرسه‌های اردبیل را به صورت گروهی گزارش کرده‌اند. |
| ۱۰ اسفند ۱۴۰۱   | اردبیل                    | دبستان دادمان                                          | ۱۰۸ دانش‌آموز                        | صبح ۱۰ اسفند در ۸ مدرسه دخترانه اردبیل، دانش‌آموزان با استشمام بوی نامطبوع، احساس سوزش در گلو و سستی مواجه شدند که بلافاصله پس از این رخداد، همه دانش‌آموزانی که احساس مسمومیت داشتند به دست عوامل اورژانس به مراکز درمانی منتقل شدند. داده‌های جداگانه از حملات به مدرسه‌های اردبیل گزارش نشده است و خبرگزاری‌های حملات ۱۰ اسفند به مدرسه‌های اردبیل را به صورت گروهی گزارش کرده‌اند. |
| ۱۰ اسفند ۱۴۰۱   | اردبیل                    | دبیرستان دخترانه فرزانگان ۲                            |                                     | |
| ۱۰ اسفند ۱۴۰۱   | اردبیل                    | مدرسه دخترانه راه زینب اصلاندوز                        | ۴۸ دانش‌آموز                         | |
| ۱۰ اسفند ۱۴۰۱   | کرمانشاه                  | دبستان دخترانه سپهر مصباح                              |                                     | |
| ۱۰ اسفند ۱۴۰۱   | کرمانشاه                  | مدرسه دخترانه آیت‌آلله                                  |                                     | |
| ۱۰ اسفند ۱۴۰۱   | اصفهان (خمینی‌شهر)         | دبیرستان دخترانه دانشگاه صنعتی                         |                                     | |
| ۱۱ اسفند ۱۴۰۱   | کرج                       | دانشگاه فنی و حرفه‌ای کرج (۱۷ شهریور)                   | دست کم ۲۱ دانشجو                    | |
| ۱۳ اسفند ۱۴۰۱   | تهران                     | مدرسه دخترانه سید جمال‌الدین اسدآبادی در عبدل‌آباد تهران | بیش از ۲۰ دانش‌آموز                  | معلم‌ها گفتند که چیزی به داخل کلاس پرتاب شد که بوی خیلی بدی می‌داد که در نتیجه حال دانش‌آموزان بد شده و سرگیجه گرفته‌اند. حال یکی از معلم‌ها هم بد شده و به زمین افتاده است. |
| ۱۳ اسفند ۱۴۰۱   | تهران                     | دبیرستان دخترانه عصمت در صفادشت                        |                                     | |
| ۱۳ اسفند ۱۴۰۱   | تهران                     | دبستان دخترانه حجت در صفادشت                           |                                     | |
| ۱۳ اسفند ۱۴۰۱   | قم                        | یک مدرسه در قم (نام برده نشده است)                     | ۴۴ دانش‌آموز                         | |
| ۱۴ اسفند ۱۴۰۱   | همدان                     | هنرستان دخترانه فاطمیه                                 |                                     | |
| ۱۴ اسفند ۱۴۰۱   | همدان                     | دبیرستان دخترانه شاهید جاویدالاثر                      |                                     | |
| ۱۴ اسفند ۱۴۰۱   | همدان                     | هنرستان دخترانه فاطمیه                                 |                                     | |
| ۱۴ اسفند ۱۴۰۱   | بندرعباس                  | مدرسه دخترانه کوثر                                     | ۱۱ دانش‌آموز                         | |
| ۱۴ اسفند ۱۴۰۱   | یاسوج                     | دبستان هجرت                                            |                                     | |
| ۱۴ اسفند ۱۴۰۱   | شیراز                     | مدرسه دخترانه دکتر معطری (نیایش چمران)                 |                                     | |
| ۱۴ اسفند ۱۴۰۱   | ایلام                     | دبیرستان دخترانه قدسیه                                 |                                     | |
| ۱۴ اسفند ۱۴۰۱   | گنبد کاووس                | هنرستان فاطمه زهرا                                     | بستری ۳ دانش‌آموز                    | |
| ۱۴ اسفند ۱۴۰۱   | کاشان                     | دبیرستان دخترانه کاشان                                 |                                     | |
| ۱۴ اسفند ۱۴۰۱   | مشهد                      | مدرسه دخترانه صداقت                                    |                                     | |
| ۱۴ اسفند ۱۴۰۱   | رامهرمز                   | مدرسه دخترانه زینب                                     | ۶۰ دانش‌آموز                         | |
| ۱۴ اسفند ۱۴۰۱   | آبادان                    | مدرسه دخترانه صدیقه کبری                               |                                     | |
| ۱۴ اسفند ۱۴۰۱   | آبادان                    | مدرسه دخترانه حضرت رقیه                                |                                     | |
| ۱۴ اسفند ۱۴۰۱   | آبادان                    | مدرسه دخترانه فاطمه زهرا                               |                                     | |
| ۱۴ اسفند ۱۴۰۱   | اهواز                     | دبیرستان توانا در شهرک دانشگاه                         |                                     | |
| ۱۴ اسفند ۱۴۰۱   | اهواز                     | مدرسه دخترانه عفاف                                     |                                     | |
| ۱۴ اسفند ۱۴۰۱   | اهواز                     | مدرسه دخترانه پایگاه هوایی ارتش                        |                                     | |
| ۱۴ اسفند ۱۴۰۱   | یزد                       | دبیرستان دخترانه سیدالشهداء                            |                                     | |
| ۱۴ اسفند ۱۴۰۱   | تبریز                     | مدرسه دخترانه سرداران                                  |                                     | |
| ۱۴ اسفند ۱۴۰۱   | اصفهان                    | مدرسه دخترانه شایستگان در فولادشهر                     |                                     | |
| ۱۴ اسفند ۱۴۰۱   | اصفهان                    | مدرسه دخترانه پیام شاهد                                |                                     | |
| ۱۴ اسفند ۱۴۰۱   | کرمانشاه                  | مدرسه دخترانه معصومیه شاهد در گیلان‌غرب                 |                                     | |
| ۲۷ فروردین ۱۴۰۲ | قزوین                     | مدرسه دخترانه یاس النبی در تاکستان قزوین               |                                     | تعدادی از دانش‌آموزان نیز مسموم و به مراکز درمانی منتقل شده‌اند. |